# Jean-Louis Rambour
Jean-Louis Rambour est un poète et un écrivain français né en 1952 à Amiens.

## Une démarche en poésie
En février 2000, le numéro 106 de la revue L'Arbre à paroles lui a été consacré. Le poète belge Pierre Tréfois y a résumé la démarche de Jean-Louis Rambour. 
"On peut assurément appliquer à Jean-Louis Rambour les mots par lesquels notre compatriote et néanmoins philosophe Max Loreau a défini le plasticien Jean Dubuffet : un « esprit sauteur ». L'illustre peintre n'a en effet eu de cesse de traquer les formes sans rémission, avec le souci baudelairien de plonger « au fond de l'inconnu pour trouver du nouveau ». Exactement l'inverse de faire du neuf avec du vieux pour s'octroyer, en s'épargnant larmes et sueur, un brevet de modernité (ne suivez pas mon regard, il en a plein la vue).
         Dans l'univers des mots et plus précisément de la poésie, Jean-Louis Rambour adopte une attitude, une tension créatrice analogue à celle du génial marsupial susnommé : il zigzague, bondit, se met en marge, recule pour mieux sauter. Tout se condense dans cette dernière posture, le recul, c'est-à-dire le retrait, le décalage, le retour sur soi, sur la force intérieure, l'énergie primale qui préparent et garantissent la qualité du bond en avant, dans une autre direction. Car il s'agit d'aller partout et nulle part, de disparaître et de surgir, quand tout porte à croire que le monde est clos et l'être sans devenir. D'où le côté « épiphanique » de l'œuvre qui s'égrène en apparitions de l'invisible, de l'innommé, de l'inattendu, des tâtonnements du début à l'accomplissement des plus récentes pages."

### Poésie
- Mur, La Grisière, 1971
- Récits, Saint-Germain-des-Prés, 1976
- Petite Biographie d'Edouard G., CAP 80, 1982 (préface de Jacqueline Biard)
- Le Poème dû à Van Eyck, L'Arbre, 1984
- Sébastien, Poème pour Mishima, Les Cahiers du Confluent, 1985 (dessin de Simon Burgar)
- Le Poème en temps réel, CAP 80, 1986
- Composition avec fond bleu, Encres vives,1986, (dessins de André Brieudes)
- Françoise, blottie, Interventions à Haute Voix, 1990
- Lapidaire, Corps Puce, 1992 (Encres, huiles et collages de André Brieudes)
- Le Bois de l'assassin, Polder, 1994 (frontispice de André Brieudes)
- Le Guetteur de silence, Rétro-Viseur, 1995
- Théo, Corps Puce, 1996 (préface de Pierre Garnier) / Réédition en 2005 à La Vague verte
- L'Ensemblier de mes prisons, L'Arbre à paroles, 1996
- Le Jeune Homme salamandre, L'Arbre, 1999
- Autour du Guet, L'Arbre à paroles no 106, 2000
- Scènes de la grande parade, Le Dé bleu, 2001 (en couverture, tableau de Nicole Moutons)
- Pour la fête de la dédicace, Le Coudrier, 2002
- Cette terre si veuve, Le Rewidiage, 2005
- La Nuit revenante, la nuit, Les Vanneaux, 2005
- L'Hécatombe des ormes, Jacques Brémond, 2005 (Prix des Trouvères 2004)
- Ce monde qui était deux, Les Vanneaux, 2006 (écrit avec Pierre Garnier et préfacé par Cécile Odartchenko)
- Le seizième Arcane, Corps Puce, 2008 (préface de Pierre Garnier)
- Partage des eaux, Ateliers de la Métairie Bruyère, 2009 (dessins de René Botti)
- Cinq matins sous les arbres, Vivement dimanche, 2009
- Clore le monde, L'Arbre à paroles, 2009 (frontispice de Benjamin Rondia)
- Anges nus, Le Cadran ligné, 2010
- mOi in the Sky, Presses de Semur, 2011
- La Dérive des continents, Musée Boucher-de-Perthes d'Abbeville, 2011 (huiles de Silère et préface de Pierre Garnier)
- Démentis, Les Révélés, 2011 (livre d'artiste réalisé avec le peintre Maria Desmée)
- La Vie crue, Corps Puce, 2012 (encres de Pierre Tréfois et préface de Ivar Ch'Vavar)
- Au Commencement était la bicyclette, Université de Picardie Jules-Verne, 2014 (25 textes pour le catalogue d'une exposition du peintre Silère)
- Le Mémo d'Amiens, Editions Henry, 2014, vignette de couverture d'Isabelle Clément
- Théo, réédition bilingue anglais / français, Corps Puce, 2015 (texte anglais de Michel Leroy)
- L'éphémère Capture, Ed. Eranthis, 2016 (dessins de Pierre Tréfois et préface de Bernard Noël)
- Tombeau de Christopher Falzone, Ed. L'Herbe qui tremble, illustrations de Renaud Allirand, 2018
- En son temps, Ed. L'Aventure Carto, 2018 (30 textes pour accompagner des photos d'Yvon Kervinio)
- Entre les trous de mémoire, Lieux-Dits éditions, collection "Bandes d'artistes", 2019, poèmes pour accompagner des illustrations de Michel Delmotte
- 33 poèmes en forme de nouvelles (ou l'inverse), Lieux-Dits éditions, 2019, Collection du Loup bleu, dessin de Luc Demissy
- Pauvres de nous, Gros Textes, 2020, Photographies de l'auteur, préface d'André Doms
- Le Travail du monde, L'Herbe qui tremble, 2020, dessins de Jean Morette
- Quand nous regardions depuis notre Terre, L'Herbe qui tremble, 2021, 31 poèmes pour accompagner 31 tableaux de Jérôme Delépine
- Rose, cendrée, Ed. Eranthis, 2021, poèmes qui accompagnent des dessins de Pierre Tréfois
- Leçon de ténèbres, L'Herbe qui tremble, 2022, poème accompagné de 18 huiles de Fabrice Rebeyrolle
- La bonne volonté de vivre, L'Herbe qui tremble, 2024, dessin d'Alain Dulac
- Y trouver la fièvre, L'Herbe qui tremble, 2024, dessins de Pierre Tréfois
- Bleu roi, Les Lieux-dits, 2025, dessins de Germain Roesz

### Nouvelles
- Héritages (sous le nom de Frédéric Manon), CAP 80, 1982
- Abandon de siècle, G & g, 2001
- Tantum ergo, Aschendorff Verlag, 2013
- Faire-part, Editions Gros Textes, 2018

### Romans
- Les douze Parfums de Julia (sous le nom de Frédéric Manon), La Vague verte, 2000 (Prix du livre de Picardie Club de lecteurs 2001)
- Dans la Chemise d'Aragon, La Vague verte, 2002 (Prix du livre de Picardie 2003)
- Carrefour de l'Europe, La Vague verte, 2004
- Et avec ceci, Abel Bécanes, 2007
- Le Cocher poète, L'Herbe qui tremble, 2020 (dessins de Denis Pouppeville)

### Anthologie
- Pierre Garnier, la conquête de l’espace, Le grand Nord, 1997 (petite anthologie de l’œuvre poétique de Pierre Garnier, reprise in extenso dans le n°2 de la revue Première Ligne éditée par Les Vanneaux)

Sur l'œuvre du poète Pierre Garnier, on trouvera également des articles de Jean-Louis Rambour parus dans les Actes du colloque d'Angers (publiés en janvier 98 par les Presses Universitaires d'Angers) et dans les Actes du colloque d'Amiens, édités par Artois Presses Université en juin 2010, sous le titre Pierre et Ilse Garnier, la Poésie au carrefour des langues. On pourra aussi se référer aux commentaires des œuvres réunies sous le titre Picardie par les éditions de la Vague verte, en 2007. Jean-Louis Rambour a aussi réuni dans une plaquette intitulée Tombeau de Pierre Garnier trois articles publiés sur le net (remue.net, lherbequitremble.fr, recoursaupoeme.fr) et un article paru dans le quotidien Le Courrier picard, à la suite de la disparition du poète le 1er février 2014.

### Ouvrages collectifs
- Poètes du Nord, Saint-Germain-des-Prés, Poésie 1, 1973
- La nouvelle Poésie française, Saint-Germain-des-Prés, Poésie 1, 1980
- La vraie jeune poésie, La Pibole, 1981
- Présence du merveilleux, Saint-Germain-des-Prés, Poésie 1, 1983
- Picardie, verdeur dans l’âme, Autrement, 1993
- Le Bleu picard, G & g, 2002
- Nos années soixante, G & g, 2003
- Ces créatures semi-nocturnes, Le Coudrier, 2003
- Picardie autoportraits, La Wède, 2005
- Photomancies, Le Coudrier, 2006
- Niveau 8, Carambolages, 2008
- Mes tempes si choses, L'Arbre à paroles, 2010
- Loi de la chute des corps, Aschendorff Verlag, 2013
- Des nouvelles de l'amitié, Terres de l'Ouest, 2021
- Imari, un des "fragments du livre", conçu avec la photographe Sylvie Tubiana, 2023
- Poèmes dans le catalogue de Ramzi Ghotbaldin pour l'exposition "Le Chant de l'atelier" (édité par "L'Herbe qui tremble" et "Papiers d'art"), rue Pastourelle à Paris en novembre et décembre 2023
- Sur la rupture des falaises de Pierre Bartholomée, un hommage rendu au compositeur par le dessinateur Pierre Tréfois, par les poètes Alain Dantinne, André Doms et Jean-Louis Rambour, L'Herbe qui tremble, 2024

### Ouvrage autopublié
- François, la semaine de sa mort, récit, 242 pages, 2016

### Revues et journaux
On trouvera également des textes de Jean-Louis Rambour dans les revues suivantes : L’ACILECE, Action poétique, A-Muse-Œil, L’Arbre à paroles, Aube, La Bartavelle, La Bonde, Bulles ternois, Cahiers de la rue Ventura, Carte noire, Cervelle, Chroniques du çà et là, Comme ça et autrement, Comme un Terrier dans l’igloo, Le Corridor bleu, La Croix, Coup de soleil, Décharge, Le Dépli amoureux, Diérèse, Les Dossiers d’Aquitaine, L’Echappée belle, L’Ecchymose, Écrit(s) du Nord, En Somme, L’Enfance, Foldaan, G & g, Glyphes, L'Herbe folle, Horizon 21, L’Igloo dans la dune, Incendits, In’hui, L’Invention de la Picardie, Interventions à Haute Voix, Jalons, Le Journal des poètes, Liqueur 44, Matières, Mensuel 25, Meteor, Multiples, La Nouvelle Revue Moderne, L’Oiseau rouge, Parterre verbal, La Passe, La Petite Fabrique des Rêves, Phréatique, Poésie 1, Poésie 93, Poésie terrestre, Poévie, Première Ligne, 15 / 10, Regart, Rétro-Viseur, Satyrus Pongo, La Sape, Terre picarde, Traction Brabant, Verso, La Wède.

## Sur Jean-Louis Rambour
En 2000, le n°106 de la revue L'Arbre à paroles lui a été consacré avec des articles de Pierre Tréfois, François Huglo, Jean L'Anselme, Pierre Casteiltort, Henry Rougier, Pierre Garnier, Jacques Morin, André Doms, Guy Ferdinande.
En 2012, le no 7 de la revue Chiendents lui a été consacré avec notamment des articles de François Huglo, André Doms et Roger Wallet.
En 2020, Jean-Louis Rambour est le "poète invité" du numéro 2 de la revue Meteor, avec des articles de Ramiro Oviedo, Antoine Maine et Pierre Tréfois.

### Chroniques en ligne sur Jean-Louis Rambour
- Présentation, entretien avec Claude Vercey et articles sur Jean-Louis Rambour sur le site de la revue Décharge
- Présentation de Clore le monde et La vie crue par Lucien Wasselin dans la revue Texture
- Le Mémo d'Amiens par François Huglo sur Sitaudis, sur le site Poésie chronique ta malle, par Tristan Felix et Philippe Leuckx sur Recours au poème et sur Traversées par Cathy Garcia
- Théo, a soldier, par François Huglo sur Sitaudis, « Hommage au caporal Théo, mort au combat en 1916 » par Claude Vercey sur Décharge
- Tombeau de Christopher Falzone par François Huglo sur Sitaudis
- Faire-part par Lucien Wasselin sur Texture
- Faire-part par Murielle Compère-Demarcy sur Texture
- Tombeau de Christopher Falzone dans la quinzaine littéraire
- Tombeau de Christopher Falzone, article de Philippe Lacoche
- François, la semaine de sa mort, article de Philippe Lacoche